# كاثوليكوس الشرق
كاثوليكوس المشرق هو اللقب الذي يحمله الرؤساء الكنسيون لكنيسة المشرق، المطران الأكبر على المدائن، منذ الميلاد. 280.
مصطلح "كاثوليكوس" مشتق من الكلمة اليونانية كاثوليكوس (Καθονικός)، والتي تعني "الأسقف العالمي". يُستخدم اللقب كاثوليكوس في العديد من الكنائس المسيحية الشرقية ويشير إلى درجة من السيادة والاستقلالية.
يشير كاثوليكوس الشرق إلى:
كاثوليكوس – بطريرك المشرق، رئيس (كاثوليكوس – بطريرك) كنيسة المشرق.
وقد يشير أيضًا إلى الرؤساء الكنسيين لفروع كنيسة المشرق المختلفة:
الكاثوليكوس – بطريرك كنيسة المشرق الآشورية  
الكاثوليكوس – بطاركة كنيسة المشرق القديمة
قائمة بطاركة بابل للكلدان
يشير كاثوليكوس الشرق أيضًا إلى بعض المؤسسات الكنسية ذات الأصل اللاحق:
السريانية المفريانية الشرقية
كاثوليكوس الشرق ومتروبوليت مالانكارا، رئيس كنيسة مالانكارا الأرثوذكسية السورية. ظهر موقف الكاثوليكوس إلى الوجود في الكنيسة عام 1912 مع تأسيس الكاثوليكية. منذ عام 1934، بدأ الكاثوليكوس يشغل منصب مطران مالانكارا أيضًا، وهو لقب مهم آخر في الكنيسة.
كاثوليكوس الهند، رئيس الكنيسة المسيحية السريانية اليعقوبية وألقابه التاريخية كاثوليكوس المشرق ومتروبوليت مالانكارا.